# Pelsőcardó
Pelsőcardó (szlovákul: Ardovo) község Szlovákiában, a Kassai kerület Rozsnyói járásában.

## Fekvése
Rozsnyótól 18 km-re, délnyugatra fekszik.

## Története
A község területén már az újkőkorban is éltek emberek. Ezt bizonyítják az Ardói-barlangban talált, a bükki kultúra embere által faszénnel készített barlangrajzok. A bronzkorban a pilinyi és a puhói kultúra népe lakta a területét.
A mai falu a 12. században keletkezett királyi erdőóvók településeként, első írásos említése 1243-ból való; ekkor a pelsőci uradalomhoz tartozott. Neve a királyi erdőóvók nevéből rövidült a maira. 1318-ban „Ordou", 1320-ban „Ardo", 1359-ben „Ardow" alakban szerepel az írott forrásokban. Területén a középkorban ólombányák működtek. 1427-ben 31 portával adózott a Bebek családnak. A falu a 16. századig a Csetneky család birtoka. A század közepétől a töröknek is adózott. 1682-ben császári katonaság pusztította el és csak 1740 után telepítették újra.
A 18. század végén Vályi András így ír róla: „Pelsőtz Ardó. Magyar falu Gömör Vármegyében, birtokosai több Nemes Urak, lakosai reformátusok, fekszik Pelsőtztöl nem meszsze, földgye homokos, de közép termékenységű, réttyeit az áradások járják, legelője elég, fája mind a’ kétféle piatzozása kettő, egy egy mértföldnyire, Vas hámorjai közel, mellyek mellett jó módgyok a’ keresetre, harmadik Osztálybéli.”
1828-ban 30 házában 254 lakos élt. Lakói állattenyésztéssel, erdőgazdálkodással, szénégetéssel foglalkoztak.
A 19. század közepén Fényes Elek eképpen írja le: „Ardó (Pelsőcz), tót falu, Gömör és Kis-Hont egyesült vgyékben, Pelsőczhöz egy kis órányira, egy völgyben, gyümölcskertektől körülvétetve: 25 kath., 314 evang., 16 ref. lak. kik földet mivelnek, gabonával, gyümölcsel kereskednek, szenet égetnek s azt hámorokba hordják. Van evang. anyaszentegyháza, s 16 jobbágytelke. Határja kicsiny; rétje mondhatni semmi sincs; fája, gyümölcse elég. F. u. többen. Ut. p. Tornalja.”
Borovszky monográfiasorozatának Gömör-Kishont vármegyét tárgyaló része szerint: „Pelsőczardó, a dobsina-bánrévei vasútvonal mentén fekvő kisközség, 73 házzal és 324, nagyobbára tótajkú és ág. h. evangelikus lakossal. 1243-ban, a mikor IV. Béla király Bebek Detriknek és Fülöpnek adományozza, Erdő néven van felemlítve az adománylevélben. 1427-ben már Ardó néven szerepel, de előzőleg, 1362-ben Ordó és Pelsewczordó néven is. Ez időben nagyobbacska helység volt. 1690-ben az Uza családot is birtokosai között találjuk, azután a Thököly és a Nyáry, később pedig az Andrássy, Fáy, Széky, Ragályi és Czékus családokat. 1809-ben Hámos József az itteni zálogos birtokot Pletrich Imrének visszabocsátja, 1817-ben pedig az Andrássyak váltják magukhoz. 1427-ben Stebvár nevű község is volt e tájon, mely szintén a Bebek család birtoka volt. Ág. h. ev. temploma 1788-ban épült. A község postája, távírója és vasúti állomása Pelsőcz.”
1920-ig Gömör-Kishont vármegye Rozsnyói járásához tartozott. 1938 és 1945 között ismét Magyarország része.
2015-ben betörtek a falumúzeumba és néhány régiséget elloptak.

## Népessége
| Év:            | 1994. | 2004.   | 2014.   | 2024.    |
| -------------- | ----- | ------- | ------- | -------- |
| Emberek száma: | 174   | 180     | 169     | 144      |
| Eltérés:       |       | +3,44 % | -6,11 % | -14,79 % |

| Év:            | 2023. | 2024.   |
| -------------- | ----- | ------- |
| Emberek száma: | 147   | 144     |
| Eltérés:       |       | -2,04 % |

1910-ben 367-en, túlnyomórészt magyarok lakták.
2001-ben 177 lakosából 123 magyar és 49 szlovák.
2011-ben 159 lakosából 94 magyar és 65 szlovák.

## Nevezetességei
- Evangélikus temploma a korábbi templom felhasználásával 1788-ban épült, klasszicista stílusban. Tornyát 1928-ban építették. A templomot a 16. században épített erődfal övezi. Az oltára a 18. században készült.
- Az Ardói-barlang a Szilicei-fennsíkon található. Már az ősember is ismerte és lakhelyül használta. Számos ritka denevérfaj él benne.